# 波霍 (夏威夷州)
波霍（英語：Paauhau）是位於美國夏威夷州夏威夷縣的一個非建制地區。該地的面積和人口皆未知。

## 地理
波霍的座標為20°05′07″N 155°26′26″W / 20.08528°N 155.44056°W，而該地的平均海拔高度為128米（即420英尺）。